# Refroidissement Doppler
Le refroidissement Doppler est une technique de refroidissement d'atomes par laser.

## Principe et fonctionnement
| 1   | Atome immobile: le photon incident a une fréquence plus faible que celle de la transition électronique, pas d'absorption.                                                                        |
| 2   | Atome allant dans le même sens que le photon incident: la fréquence de ce dernier apparaît encore plus décalée vers le rouge, pas d'absorption du photon.                                        |
| 3.1 | Atome allant dans le sens opposé à celui du photon incident: ce dernier a une fréquence décalée vers le bleu, plus proche de la fréquence de résonance, l'absorption du photon devient possible. |
| 3.2 | Le photon incident est alors absorbé par l'atome, avec transfert d'impulsion. |
| 3.3 | L'atome ré-émet un photon, mais la direction d'émission est aléatoire (isotropie), par suite il n'y a pas de changement net de la quantité de mouvement sur un grand nombre d'atomes.            |

Principe du refroidissement Doppler d'un atome:

Le principe du refroidissement Doppler est basé sur le fait que l'absorption comme l'émission spontanée d'un photon par un atome se produit toujours avec conservation de la quantité de mouvement, mais qu'alors que le premier processus est directionnel, l'impulsion ħk du photon incident ayant une direction donnée, le second est isotrope, car lors du processus d'émission aucune direction n'est privilégiée (cf. figure). Ainsi en moyenne les atomes vont au cours de l'absorption voir leur quantité de mouvement varier de ħk dans la direction de propagation du photon (effet de recul de l'atome), alors qu'au cours de l'émission spontanée il n'y a pas (toujours en moyenne) de changement dans la quantité de mouvement.
Toutefois il ne faut pas que des atomes stationnaires ("déjà froids"), où ceux allant dans le même sens que les photons incidents, subissent une variation de quantité de mouvement. Seuls les atomes allant "à l'encontre" du faisceau laser doivent subir l'effet du ralentissement. Pour ce faire, il est tenu compte de l'effet Doppler: les photons doivent une avoir une fréquence ω (légèrement) inférieure à celle, notée ω0 de la transition électronique de l'atome au repos. Le laser est dit "désaccordé vers le rouge" (cette technique peut être également trouvée dans des publications anglophones sous le terme « red detuning »).
Si l'atome est immobile, il n'absorbe alors pratiquement aucun photon du fait de ce "désaccord" entre la fréquence de résonance et celle du photon incident. Si l'atome se déplace à une vitesse {\displaystyle {\vec {v}}} un photon incident d'impulsion {\displaystyle \hbar {\vec {k}}} aura, du fait de l'effet Doppler, une fréquence {\displaystyle \omega =\omega _{0}-{\vec {k}}.{\vec {v}}} dans le référentiel de l'atome en mouvement. Si le déplacement est dans le même sens que celui du photon, {\displaystyle \omega =\omega _{0}-kv}, soit une fréquence encore plus abaissée ("décalée vers le rouge") par rapport à celle de résonance: par suite il n'y aura pratiquement aucune absorption, et donc accélération de l'atome. En revanche, si l'atome se déplace dans le sens opposé, le photon possède dans son référentiel une fréquence {\displaystyle \omega =\omega _{0}+kv} qui se rapproche (est "décalée vers le bleu") de celle de résonance: l'atome subira un plus grand nombre de cycles absorption / émission spontanée qui le ralentissent.
Il est possible de montrer qu'un atome se déplaçant avec une vitesse {\displaystyle {\vec {v}}} dans une direction donnée, opposée à celle de propagation des photons (donc du faisceau laser) subit en moyenne une force de la forme {\displaystyle -\alpha {\vec {v}}} (avec {\displaystyle \alpha >0}), similaire à celle de l'amortissement visqueux par un fluide. En utilisant 6 faisceaux, disposés en paires contrapropageantes dans les 3 directions de l'espace, il sera possible de ralentir les atomes dans toutes les directions.
Bien entendu, il est nécessaire pour que le processus fonctionne que l'émission spontanée du photon absorbé conduise l'atome dans le même état initial, de façon à multiplier les cycles d'absorption / émission ralentissant l'atome. 
Le refroidissement Doppler utilise donc le décalage en fréquence introduit par l'effet Doppler pour ne cibler que les atomes se propageant dans la direction du laser et en direction du laser. Ceux-ci reçoivent donc un photon d'énergie {\displaystyle h\nu } qui entraine un recul de l'atome, ce qui permet le ralentissement de la matière. 
L'atome ainsi excité réémet un photon dans une direction aléatoire au bout d'un temps de vie {\displaystyle \Gamma }. Cette direction étant aléatoire, on considère qu'au bout d'un très grand nombre d'absorptions/émissions la vitesse moyenne de l'atome est nulle; mais elle est non-nulle dans l'absolu.
La température d'équilibre atteinte dépend du nombre de cycles d'absorption/émission effectués par unité de temps, exprimé ainsi: {\displaystyle k_{B}T_{D}={\frac {\hbar \Gamma }{2}}}
Les températures typiques trouvées dépendent du type d'atome. On trouve 40 μK pour un atome d'hélium et 180 μK pour un atome de rubidium par exemple.